# فورستنفلدبروک
شهر فورستنفلدبروکدر ایالت بایرن در کشور آلمان واقع شده‌است.